# GrassBase
GrassBase — це веб-база даних злакових рослин, яка постійно підтримується та оновлюється Королівським ботанічним садом Кью.
Станом на 2015 рік GrassBase був одним із найбільших (поряд із GrassWorld) структурованих наборів даних для рослин. Після оновлення в січні 2016 року в базі були морфологічні описи для 11 369 прийнятих видів трав і списки для 64 213 ботанічних назв.
Авторство бази даних приписують W. D. Clayton, M. S. Vorontsova, K. T. Harman і H. Williamson.